# Vegyes 10 méteres szinkronugrás a 2018-as úszó-Európa-bajnokságon
A 2018-as úszó-Európa-bajnokságon a műugrás vegyes 10 méteres szinkronugrásának fináléját augusztus 11-én délután rendezték a Royal Commonwealth Poolban.

## Versenynaptár
Az időpontok helyi idő szerint olvashatóak (GMT +00:00).
| Dátum                        | Időpont | Forduló |
| ---------------------------- | ------- | ------- |
| 2018. augusztus 11., szombat | 15:30   | Döntő   |

## Eredmény
| # | Versenyző                             | Ország                   | Pontok | Pontok | Pontok | Pontok | Pontok | Pontok |
| # | Versenyző                             | Ország                   | F1     | F2     | F3     | F4     | F5     | Össz.  |
| - | ------------------------------------- | ------------------------ | ------ | ------ | ------ | ------ | ------ | ------ |
|   | Julija Tyimosinyina / Nyikita Slejher | Oroszország (RUS)        | 49,20  | 49,20  | 62,10  | 74,25  | 74,88  | 309,63 |
|   | Lois Toulson / Matthew Lee            | Egyesült Királyság (GBR) | 48,00  | 48,60  | 72,00  | 63,36  | 75,84  | 307,80 |
|   | Christina Wassen / Florian Fandler    | Németország (GER)        | 43,80  | 48,00  | 72,96  | 48,60  | 65,28  | 278,64 |
| 4 | Bátki Noémi / Maicol Verzotto         | Olaszország (ITA)        | 49,20  | 46,80  | 59,40  | 61,44  | 58,56  | 275,40 |
| 5 | Valeriia Liulko / Oleg Serbin         | Ukrajna (UKR)            | 47,40  | 45,00  | 56,64  | 58,50  | 38,40  | 245,94 |